# ヘンリク・ポントピダン
ヘンリク・ポントピダン（Henrik Pontoppidan、1857年7月24日 - 1943年8月21日）はデンマークの小説家。1917年度ノーベル文学賞受賞。

## 人物
デンマーク・フレゼリシアの牧師の家に生まれたが、聖職になるのを嫌い、大学で土木工学を修学する。しかし、土木業もやめ、デンマークの国民高等学校の教師になった。
その後文学の道に目覚め、1881年に『教会の舟』で小説家としてデビュー。代表作『約束の土地』などにみられるように社会の虚構を暴き、立ち向かう自然主義的作品で好評を博し、1917年、同じくデンマークの作家カール・ギェレルプと共にノーベル文学賞を受賞した。

## 主な作品
- 『教会の舟』（1881年）
- 『約束の土地』（1891年 - 1895年）
- 『幸福なペール』（1898年 - 1904年）
- 『死者の国』（1912年 - 1916年）
- 『人間の天国』（1927年）